# Comuna Albești, Ialomița

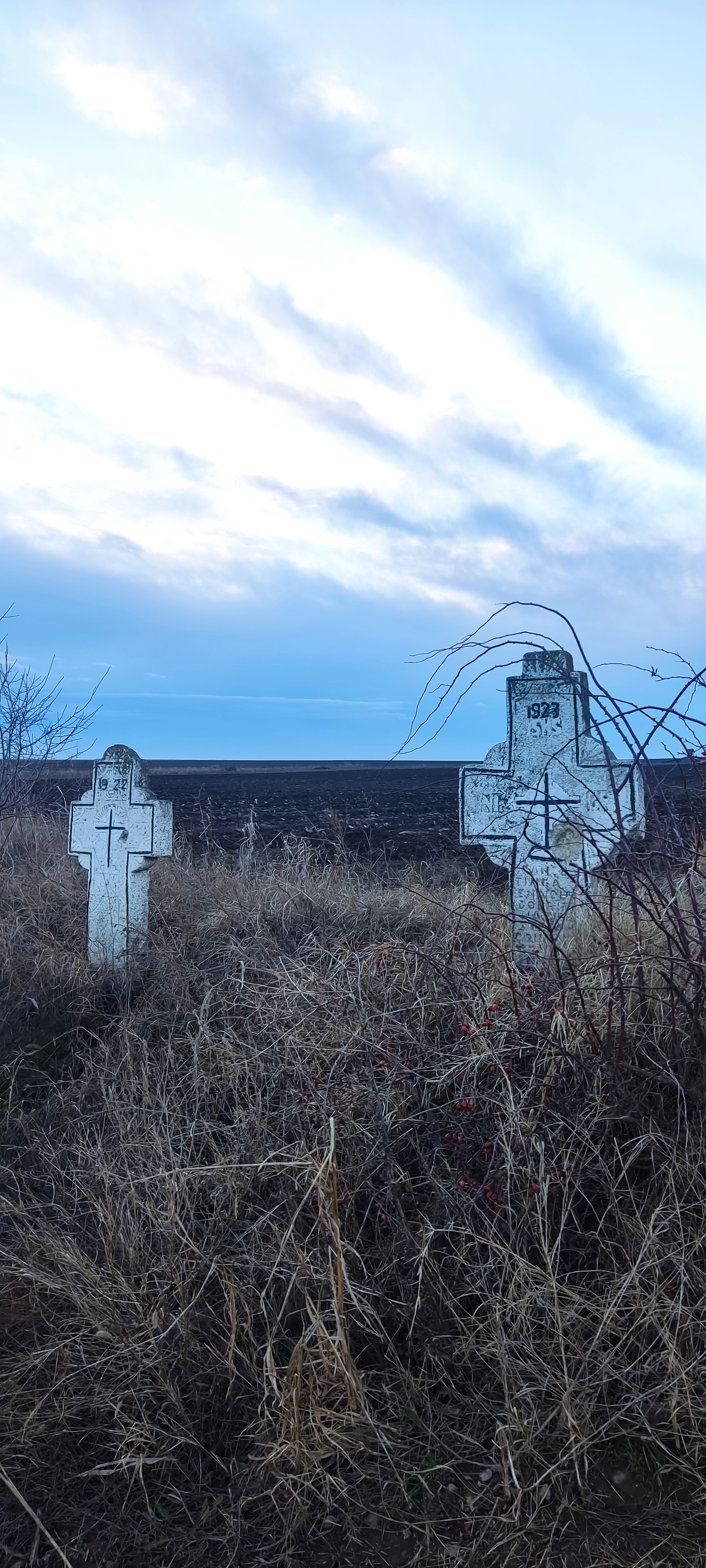
Cruci de hotar din sec XX

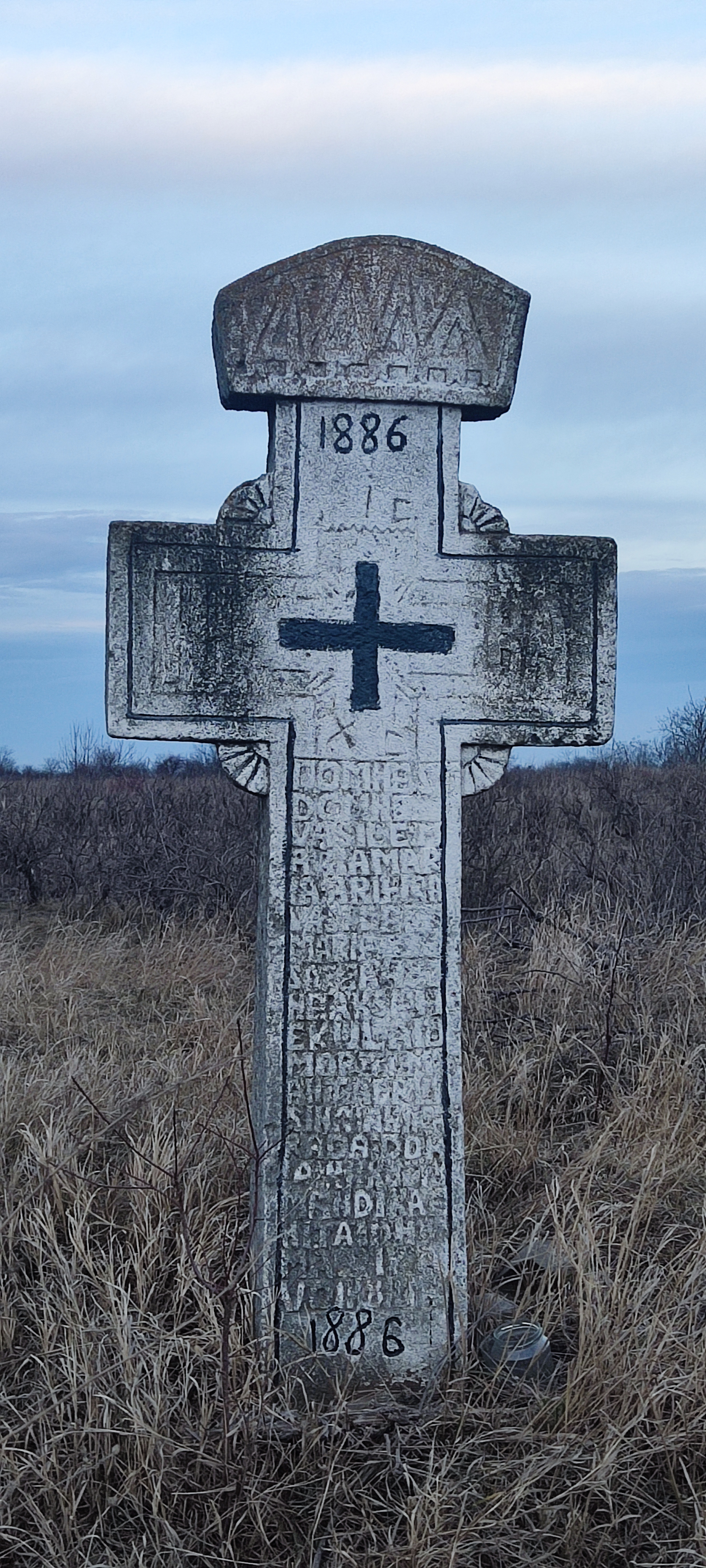
Cruce de hotar din 1886

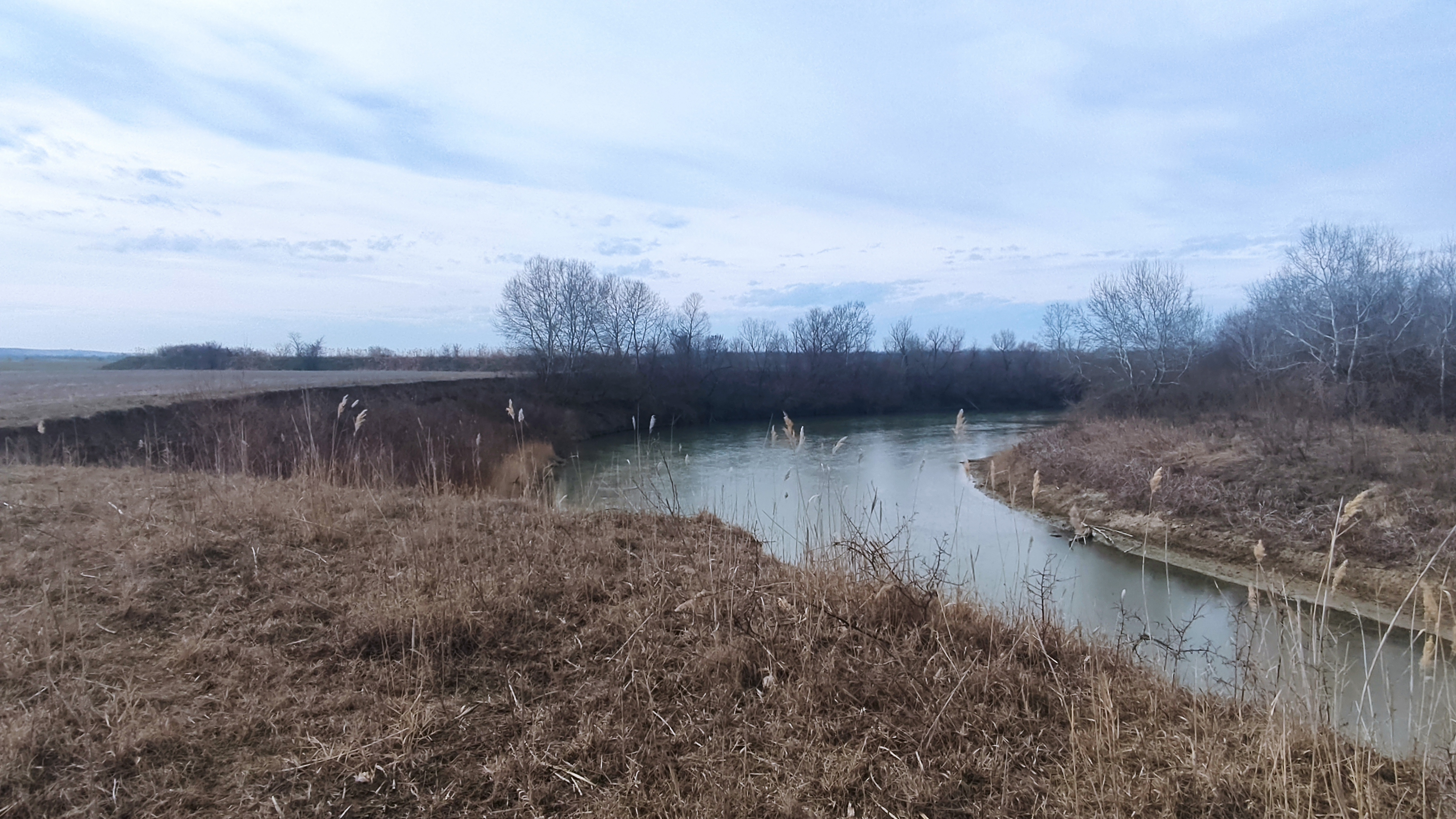
Ialomita la Albesti

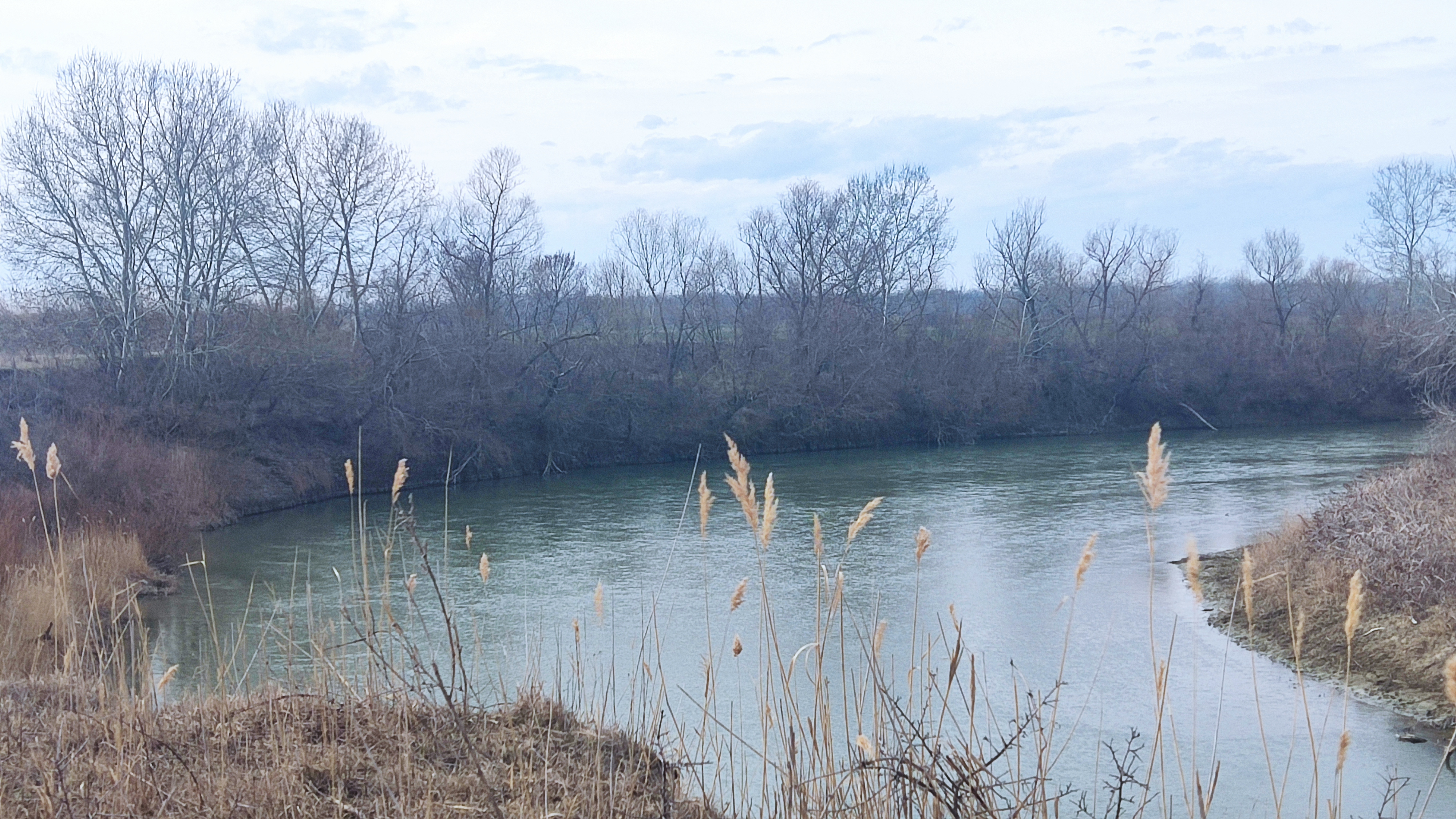
raul Ialomita la Albesti

Albești este o comună în județul Ialomița, Muntenia, România, formată din satele Albești (reședința), Bataluri și Marsilieni.

## Așezare
Comuna se află în partea central-sudică a județului, pe malul drept al Ialomiței și este străbătută de șoseaua județeană DJ201, care merge paralel cu drumul național DN2A, pe malul opus al Ialomiței, venind din Coșereni și Ciochina, și ducând până la Slobozia și mai departe la Țăndărei. Din DJ201, la Albești se ramifică șoseaua județeană DJ306, care o leagă de Andrășești și mai departe de Reviga.

## Demografie
Componența etnică a comunei Albești
     Români (92,14%)
     Alte etnii (7,86%)
Componența confesională a comunei Albești
     Ortodocși (85,98%)
     Alte religii (0,19%)
     Necunoscută (13,83%)
Conform recensământului efectuat în 2021, populația comunei Albești se ridică la 1.056 de locuitori, în scădere față de recensământul anterior din 2011, când fuseseră înregistrați 1.288 de locuitori. Majoritatea locuitorilor sunt români (92,14%). Din punct de vedere confesional, majoritatea locuitorilor sunt ortodocși (85,98%), iar pentru 13,83% nu se cunoaște apartenența confesională.

## Politică și administrație
Comuna Albești este administrată de un primar și un consiliu local compus din 9 consilieri. Primarul, Emil Jugănaru[*], de la Partidul Social Democrat, este în funcție din 2012. Începând cu alegerile locale din 2024, consiliul local are următoarea componență pe partide politice:
|  | Partid                    | Consilieri | Componența Consiliului | Componența Consiliului | Componența Consiliului | Componența Consiliului | Componența Consiliului | Componența Consiliului | Componența Consiliului | Componența Consiliului |
|  | ------------------------- | ---------- | ---------------------- | ---------------------- | ---------------------- | ---------------------- | ---------------------- | ---------------------- | ---------------------- | ---------------------- |
|  | Partidul Social Democrat  | 8          |                        |                        |                        |                        |                        |                        |                        |                        |
|  | Partidul Național Liberal | 1          |                        |                        |                        |                        |                        |                        |                        |                        |

## Istorie
Albeștii de pe Ialomița sunt atestați prima dată la 23 iunie 1608, într-un hrisov prin care voievodul Radu Șerban întărea lui Dragul logofăt și soției lui Calea ocina la Buești, cu mai multe părți, între care și 64 de stânjeni cumpăratț „de la Manea din Albești și de la femeia lui Zoica și de la fiica ei, anume Neaga”, precum și alți 12 stânjeni cumpărați „de la Burlea din Albești și de la femeia lui, Coman, fiica lui Radoslav”.
În secolele următoare, părți însemnate din moșia Albeștilor au trecut în proprietatea unor familii boierești.
La sfârșitul secolului al XIX-lea, comuna Albești făcea parte din plasa Ialomița-Balta a județului Ialomița și era formată din satele Albești, Buești, Batalu și Socoalele, cu 2561 de locuitori. Comuna avea două biserici și cinci școli — una de băieți și una de fete la Albești; una de băieți și una de fete la Buești și una mixtă la Socoale. La acea vreme, pe actualul teritoriu al comunei mai funcționa în aceeași plasă și comuna Marsilieni, formată din satele Marsilieni, Dâlga Mică, Neamțu și Grumuzele, cu 1108 locuitori; această comună avea și ea o biserică și o școală mixtă cu 71 de elevi (dintre care 20 de fete).
În 1925, comuna este consemnată de Anuarul Socec în plasa Căzănești a aceluiași județ, având în compunere satele Albești, Batalurile și Buești, cu 2295 locuitori. Comuna Marsilieni avea, în satele Dâlga Mică, Marsilieni și Neamțu, 1428 de locuitori.
În 1950, cele două comune au fost incluse în raionul Slobozia al regiunii Ialomița și apoi (după 1952) al regiunii București. Comuna Marsilieni a fost desființată la un moment dat, fiind inclusă în comuna Albești. În 1968, aceasta din urmă a revenit la județul Ialomița (reînființat), cu satele Albești, Bataluri, Buești și Marsilieni.
În 2004, satul Buești s-a separat de comuna Albești și a format o comună de sine stătătoare. In 2023 satul Bataluri a fost desfiintat , fiind scos din nomenclatorul oficial. In prezent este o subdiviziune a comunei Albesti.

## Monumente istorice
Singurul obiectiv din comuna Albești inclus în lista monumentelor istorice din județul Ialomița este crucea de piatră a Jugănăriței, datând din 1868. Ea este clasificată ca monument funerar sau memorial.

## Personalități născute aici
- Vasile Andrei (n. 1955), sportiv olimpic la lupte greco-romane.